# Historisk museum
Historisk museum er en museumsbygning på Tullinløkka i Oslo centrum med hovedindgangen mod Frederiks gate. Bygningen blev tegnet af Henrik Bull og åpnede for publikum i 1904.
Historisk museum har aldrig været en selvstændig museumsorganisation, men en fælles bygning for de tre universitetsmuseer Universitetets Oldsaksamling (med Vikingskipshuset), Myntkabinettet og Etnografisk museum. I 1999 blev disse tre slået sammen til én organisation: Universitetets kulturhistoriske museer (UKM). I 2004 blev navnet ændret til Kulturhistorisk Museum.